# Anna Pell Wheeler
Anna Johnson Pell Wheeler (* 5. Mai 1883 in Calliope, Iowa; † 26. März 1966 in Bryn Mawr) war eine US-amerikanische Mathematikerin.

## Leben
Wheeler war die Tochter schwedischer Einwanderer und wuchs in Akron in Iowa auf. Ab 1899 studierte sie an der University of South Dakota, wo Alexander Pell ihr Lehrer war. 1903 machte sie ihren Bachelorabschluss und erhielt 1904 ihren Master-Abschluss an der University of Iowa (The extension of Galois theory to linear differential equations), wo sie bei Maxime Bôcher und William Fogg Osgood studierte, und außerdem einen Masterabschluss vom Radcliffe College 1905. Ein Jahr war sie Studentin an der Universität Göttingen, wo sie bei David Hilbert, Felix Klein, Hermann Minkowski, Gustav Herglotz und Karl Schwarzschild hörte und wo sie an ihrer Dissertation arbeitete. Zwischendurch heiratete sie ihren früheren Lehrer Alexander Pell 1907 in Göttingen und hielt Vorlesungen an der University of South Dakota, wo ihr Mann Dekan war. Er war 25 Jahre älter als sie, gab nach einem Schlaganfall 1911 den Unterricht auf und starb 1921.
Ursprünglich wollte sie in Göttingen promovieren, wegen eines Disputs mit Hilbert (Hilbert entwickelte zu dieser Zeit seine Theorie der Integralgleichungen und Wheeler hatte unabhängig auf demselben Gebiet gearbeitet) wurde daraus nichts, und sie erhielt ihren Doktorgrad 1909 bei Eliakim Hastings Moore an der University of Chicago, mit derselben Arbeit über biorthogonale Funktionensysteme mit Anwendungen auf Integralgleichungen, die sie in Göttingen eingereicht hatte. Ab 1911 unterrichtete sie am Mount Holyoke College und ab 1918 am Bryn Mawr College. 1924 wurde sie dort Leiterin der Mathematik-Fakultät als Nachfolgerin von Charlotte Angas Scott und erhielt 1925 eine volle Professur. Sie blieb dort bis zu ihrer Emeritierung 1948, unterbrochen von einer kurzen zweiten Ehe mit Arthur Wheeler, in der sie in Princeton lebte, wo ihr Mann Lateinprofessor an der Universität geworden war. Nach seinem Tod 1932 war sie wieder in Bryn Mawr, wohin auch 1933 insbesondere auf Wheelers Initiative hin die berühmte Mathematikerin Emmy Noether kam, die aber schon zwei Jahre später starb.
1927 war sie als erste Frau Colloquium Lecturer der American Mathematical Society (Theory of quadratic forms in infinitely many variables and applications). Die nächste Frau, der diese Ehre zuteilwurde, war erst 1980 Julia Robinson.
Wheeler war zeitweise im Rat der American Mathematical Society und 18 Jahre lang Mitherausgeberin der Annals of Mathematics. Sie war Ehrendoktorin des New Jersey College of Women, des Mount Holyoke College und der Rutgers University.